# Péré
|  | Per a altres significats, vegeu «Péré (Alts Pirineus)». |

Péré és un municipi francès al departament de la Charanta Marítima i a la regió de Nova Aquitània. L'any 2007 tenia 327 habitants.

## Demografia

### Població
El 2007 la població de fet de Péré era de 327 persones. Hi havia 127 famílies de les quals 28 eren unipersonals (16 homes vivint sols i 12 dones vivint soles), 29 parelles sense fills, 41 parelles amb fills i 29 famílies monoparentals amb fills.
La població ha evolucionat segons el següent gràfic:

### Habitatges
El 2007 hi havia 153 habitatges, 128 eren l'habitatge principal de la família, 12 eren segones residències i 13 estaven desocupats. Tots els 148 habitatges eren cases. Dels 128 habitatges principals, 109 estaven ocupats pels seus propietaris, 13 estaven llogats i ocupats pels llogaters i 5 estaven cedits a títol gratuït; 2 tenien una cambra, 5 en tenien dues, 12 en tenien tres, 39 en tenien quatre i 69 en tenien cinc o més. 108 habitatges disposaven pel capbaix d'una plaça de pàrquing. A 55 habitatges hi havia un automòbil i a 59 n'hi havia dos o més.

### Piràmide de població
La piràmide de població per edats i sexe el 2009 era:
| Homes | Edats   | Dones |
| ----- | ------- | ----- |
| 0     | 95 o +  | 0     |
| 2     | 90 a 94 | 1     |
| 0     | 85 a 89 | 4     |
| 2     | 80 a 84 | 5     |
| 5     | 75 a 79 | 3     |
| 5     | 70 a 74 | 7     |
| 3     | 65 a 69 | 4     |
| 8     | 60 a 64 | 6     |
| 8     | 55 a 59 | 8     |
| 11    | 50 a 54 | 11    |
| 14    | 45 a 49 | 16    |
| 16    | 40 a 44 | 10    |
| 15    | 35 a 39 | 13    |
| 10    | 30 a 34 | 8     |
| 14    | 25 a 29 | 11    |
| 6     | 20 a 24 | 3     |
| 16    | 15 a 19 | 18    |
| 21    | 10 a 14 | 11    |
| 9     | 5 a 9   | 9     |
| 5     | 0 a 4   | 10    |

## Economia
El 2007 la població en edat de treballar era de 225 persones, 159 eren actives i 66 eren inactives. De les 159 persones actives 140 estaven ocupades (78 homes i 62 dones) i 18 estaven aturades (12 homes i 6 dones). De les 66 persones inactives 18 estaven jubilades, 20 estaven estudiant i 28 estaven classificades com a «altres inactius».

### Ingressos
El 2009 a Péré hi havia 133 unitats fiscals que integraven 349,5 persones, la mediana anual d'ingressos fiscals per persona era de 15.589 €.

### Activitats econòmiques
Dels 5 establiments que hi havia el 2007, 1 era d'una empresa de fabricació d'altres productes industrials, 2 d'empreses de construcció i 2 d'empreses de comerç i reparació d'automòbils.
Els 2 serveis als particulars que hi havia el 2009 eren paletes.
L'únic establiment comercial que hi havia el 2009 era una llibreria.
L'any 2000 a Péré hi havia 9 explotacions agrícoles que ocupaven un total de 510 hectàrees.

## Equipaments sanitaris i escolars
El 2009 hi havia una escola elemental integrada dins d'un grup escolar amb les comunes properes formant una escola dispersa.

## Poblacions properes
El següent diagrama mostra les poblacions més properes.